# Marching in Time
Marching in Time ist das fünfte Studioalbum der US-amerikanischen Hard-Rock/Thrash-Metal-Band Tremonti. Das Album erschien am 24. September 2021 über Napalm Records.

## Entstehung
Sänger und Gitarrist Mark Tremonti nutzte die COVID-19-Pandemie um Lieder für ein neues Album seiner Soloband zu schreiben. Im Oktober 2020 verkündete, dass er 14 Lieder fertig gestellt habe und insgesamt Ideen für 20 Titel hätte. Erst dann würde er entscheiden, welche Lieder für das Album verwendet werden und welche nicht. Dabei lege er den Fokus eher auf die Dynamik der Lieder. Schließlich wurden es laut Mark Tremonti nur „drei oder vier Lieder, die es nicht auf das Album geschafft haben“. Zwischenzeitlich hatte sich noch die Bandbesetzung geändert. Für den ausgestiegenen Schlagzeuger Garrett Whitlock kam Ryan Bennett in die Band. Im Gegensatz zum Vorgängeralbum A Dying Machine ist Marching in Time kein Konzeptalbum. Ein weiteres Konzeptalbum zu diesem Zeitpunkt zu veröffentlichen hätte wie ein Plagiat gewirkt.
Aufgenommen wurde das Album im November und Dezember 2020 im Studio Barbarosa in Gotha, Florida. Produzent ist erneut Michael Baskette, der bereits die vier Vorgängeralben produzierte. Kurioserweise nahm Myles Kennedy, mit dem Mark Tremonti in der Band Alter Bridge spielte, direkt vor ihm sein zweites Soloalbum The Ides of March auf. Mark Tremonti erinnerte sich, wie Kennedy ihm eines Tages das Titellied seines Soloalbums vorspielte und dadurch den Ehrgeiz bei ihm weckte, für Marching in Time „einen ebenso starken Song“ zu schreiben. Für die Lieder If Not for You und Marching in Time wurden Musikvideos veröffentlicht.

## Hintergrund
Das Album enthält laut Mark Tremonti „zwölf Songs mit zwölf unterschiedlichen Geschichten“ und den persönlichsten Texten, die er je geschrieben hat. Manche der Lieder „wären sehr emotional, andere dagegen fiktional“. In dem Titellied geht es um unterschiedliche Formen von Anführern, wie zum Beispiel politische, religiöse oder soziale.

„Viele Menschen folgen ihnen und ihren Ideen, und wenn es gute und humanitäre Visionen sind, können diese Anführer wichtige Signale für eine bessere Welt aussenden. Aber genau dafür werden sie oftmals angefeindet und verfolgt. Dabei müsste man ihnen eigentlich permanent zurufen: Haltet durch! Gebt nicht auf! Ihr seid wichtig!“

Im Detail handelt der Song von einem Vater, der sich während der COVID-19-Pandemie darauf vorbereitet, ein Kind zu bekommen. Mark Tremonti passierte genau dies während der Pandemie. Im Frühjahr 2021 wurde seine Tochter Stellar geboren. In dem Lied verweist er auf den Hass zwischen den Parteien, speziell in den USA. „Jeder würde jeden niedermachen“ und es gäbe „keine Grauzonen“ mehr. Now and Forever erzählt hingegen von einem Menschen, der seine innere Mitte verloren hat und nicht mehr weiß, wie er sein Leben in den Griff bekommen soll. Die gleiche Person schaut in Thrown Further auf sein Leben und die Entwicklung seiner Persönlichkeit zurück. Mark Tremonti betont dabei, dass er nicht diese Person ist. Let That Be Us befasst sich mit Freigeistern und Glück.

## Rezeption

### Rezensionen
Matthias Weckmann vom deutschen Magazin Metal Hammer beschrieb Marching in Time als „ein erfrischendes, mit prallen Riffs und schönen Melodielinien bepacktes Werk“. Beim Gesang würde Mark Tremonti „seine bislang beeindruckendste Leistung zeigen“. Allerdings kritisierte Weckmann, dass sich „manche Stücke in Gefilde vorwagen, die sich nicht immer als Song-dienlich erweisen“, wofür Weckmann fünf von sieben Punkten vergab. Dominik Rothe vom Onlinemagazin Metal.de bezeichnete das Album als eine „weitere gutklassige Ansammlung von modernen Hard-Rock- und Metal-Songs“. Allerdings kritisierte er, dass die Platte „mal wieder ein wenig zu lang geraten ist“, das sich Mark Tremonti „als Sänger kaum weiterentwickelt“ und das „die klinische Produktion vom Michael Baskette immer noch keinerlei Dynamik zulässt, sondern alles mit Lautstärke vollpflastert“. Rothe vergab sieben von zehn Punkten.

### Chartplatzierungen
| ChartsChartplatzierungen       | Höchstplatzierung | Wochen |
| ------------------------------ | ----------------- | ------ |
| Deutschland (GfK)              | 10 (1 Wo.)        | 1      |
| Österreich (Ö3)                | 21 (1 Wo.)        | 1      |
| Schweiz (IFPI)                 | 13 (1 Wo.)        | 1      |
| Vereinigtes Königreich (OCC)   | 45 (1 Wo.)        | 1      |
| Vereinigte Staaten (Billboard) | 184 (1 Wo.)       | 1      |